# Llac Müritz
El llac  Müritz (?·pàg.) és un llac de Mecklemburg-Pomerània Occidental que amb els seus 117 km² i els seus 31m de profunditat màxima és el més llarg d'Alemanya. El riu Elde travessa el llac del nord al sud.